# Hans-Jürgen Poser
Hans-Jürgen Poser (* 22. Januar 1945 in Droyßig) ist ein deutscher Politiker (CDU) und Mitglied des Landtages Sachsen-Anhalt.

## Leben
Nach Abschluss der Grundschule in Droyßig im Jahr 1959 besuchte Hans-Jürgen Poser die Erweiterte Oberschule Zeitz, wo er 1963 dein Abitur absolvierte. Bis 1965 machte er eine Berufsausbildung zum Fernsehmechaniker. Danach diente er bis 1966 in der NVA.
Von 1966 bis 1981 war Poser als Fernsehmechaniker im Dienstleistungskombinat Zeitz tätig. Danach arbeitete er von 1981 bis 1990 als Fernsehmechaniker für Hauswirtschaftliche Dienstleistungen und Reparaturen in Eisenberg. Zwischen 1990 und 1997 war er Geschäftsführer der Merkur-Electronic GmbH in Zeitz und von 1998 bis 2003 Geschäftsführer des Technologie- und Gründerzentrums Elsteraue GmbH.
Poser ist evangelisch, verheiratet und hat zwei Kinder.

## Politik
Hans-Jürgen Poser trat 1990 der CDU bei. Seit 1990 ist er Mitglied im Kreistag Burgenlandkreis und war von 1992 bis 2004 CDU-Fraktionsvorsitzender im Kreistag. Zwischen 1990 und 2004 war Poser Gemeinderatsmitglied in Droyßig. Außerdem ist er Mitglied im CDU-Ortsverband Zeitz.
Im April 2002 wurde Poser über den Wahlkreis 43 (Zeitz) in den Landtag von Sachsen-Anhalt gewählt. In der folgenden 5. Wahlperiode war er erneut im Landtag vertreten. Dort war er Mitglied im Elften Parlamentarischen Untersuchungsausschuss (Müll), im Ausschuss für Ernährung, Landwirtschaft und Forsten sowie im Ausschuss für Wirtschaft und Arbeit.